# Взял
«Взял» — литературно-художественный сборник футуристов, вышедший в 1915 году.

## История
Сборник с подзаголовком «Барабан футуристов» был выпущен в декабре 1915 года в Петрограде в типографии З. Соколинского тиражом 640 экземпляров. Финансировал издание выпускник юридического факультета, будущий литературный критик Осип Брик.
Обложка сборника имела афишную концепцию — кроме названия «Взял», на ней ничего не было напечатано или изображено. Она была напечатана на дешёвой серой обёрточной бумаге с вкраплением песка и опилок, что неоднократно встречалось в изданиях футуристов. По воспоминаниям Лили Брик, часть обложек пришлось дорисовывать от руки: «При печатании деревянные буквы царапались о кусочки дерева в грубой бумаге, и чуть не на сотом уже экземпляре они стали получаться бледные, пёстрые. Пришлось от руки кисточкой подправлять весь тираж».
Название для сборника придумал Владимир Маяковский, который, по словам Лили Брик, «давно уже жаждал назвать кого-нибудь этим именем: сына или собаку, назвали журнал».
Осип Брик планировал выпустить второй сборник с названием «Ещё взял», но этого не произошло.

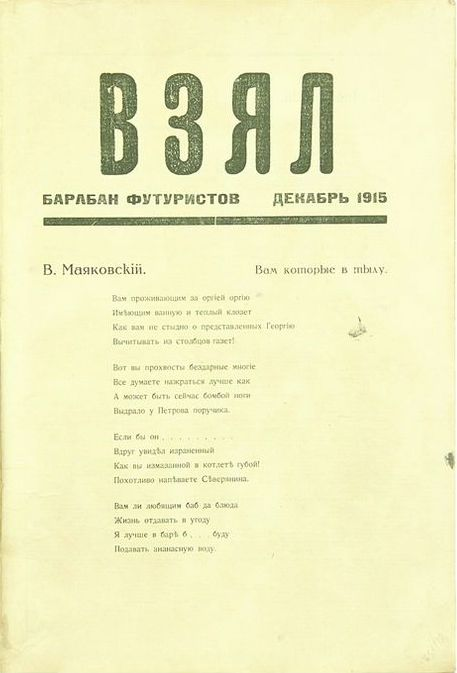
Страница из сборника со стихотворением Владимира Маяковского «Вам, которые в тылу»

### Находка Александра Парниса
В 2011 году литературовед Александр Парнис обнаружил в своём архиве среди бумаг, ранее принадлежавших Алексею Кручёных, страницу из альманаха «Взял» со стихотворением Владимира Маяковского «Вам, которые в тылу» (позже оно стало называться «Вам!»). На ней были правки, которые, как выяснилось, принадлежали Маяковскому и Кручёных, и в них содержалась ещё одна строфа с резкими антипатриотическими и антимещанскими выпадами, от которой при публикации поэт, возможно, отказался. Также на странице приводится вариант замены нецензурного слова в предпоследней строке.

## Содержание

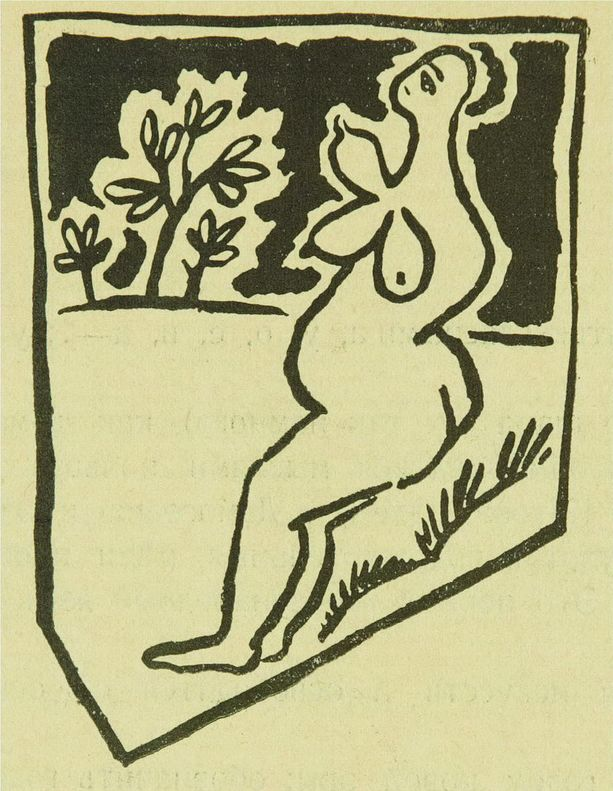
Рисунок Давида Бурлюка «Весна»

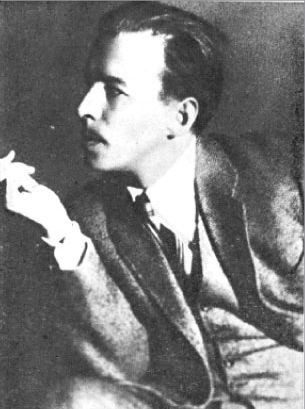
Николай Асеев

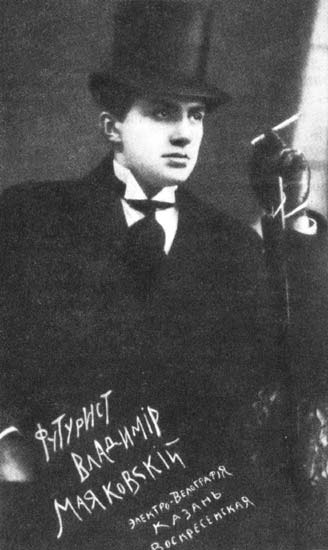
Владимир Маяковский

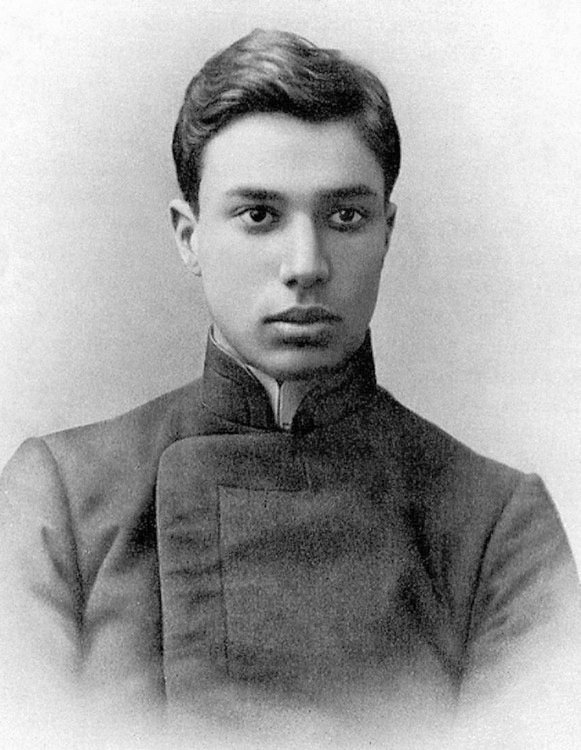
Борис Пастернак

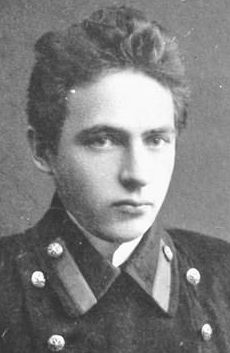
Велимир Хлебников

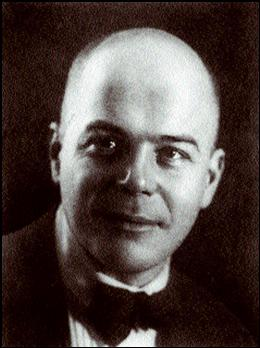
Виктор Шкловский

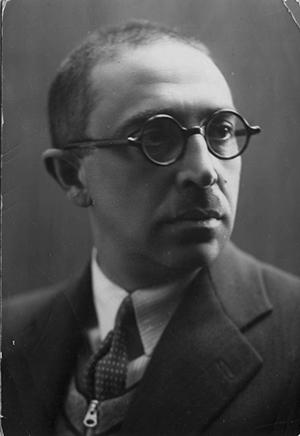
Осип Брик

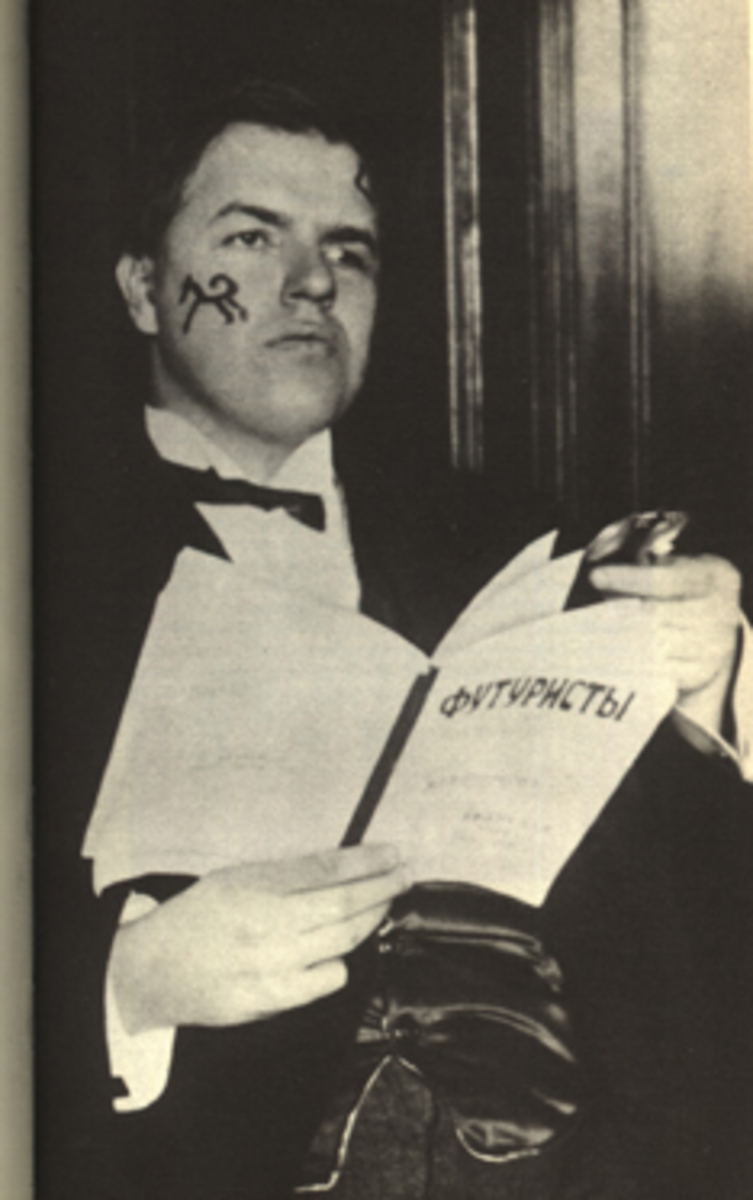
Давид Бурлюк

Участниками издания стали поэты Николай Асеев, Василий Каменский, Владимир Маяковский, Борис Пастернак, Велимир Хлебников, Виктор Шкловский, публицист Осип Брик (под инициалами О. Б.), художник Давид Бурлюк. Лиля Брик называет в числе участников также Бориса Кушнера, однако он в сборнике не упоминается.
Центральное место в издании занимает Владимир Маяковский, что отчасти было связано с тем, что печатание сборника финансировал Брик. По выражению литературоведа Владимира Маркова, издание задумывалось как «рекламная тумба» для Маяковского, который выступал в нём в качестве «полемиста, звезды <...> и единственного объекта обсуждения». Помимо стихов Маяковского в книгу вошли его манифест «Капля дёгтя», а также посвящённые его творчеству статья Шкловского «Вышла книга Маяковского „Облако в штанах“» и статья Брика «Хлеба!».
Сборник открывает стихотворение Маяковского «Вам, которые в тылу»: оно было одновременно обращено к интеллигенции, которую не заботила трагедия Первой мировой войны, и к обывателям, которые предпочитали поэзию, далёкую от злободневности. Это произведение было уже хорошо известно: в 1914 году его чтение автором в кафе «Бродячая собака» обернулось громким скандалом: женщины падали в обморок, а мужчины угрожали поэту.
Статья Маяковского «Капля дёгтя», имеющая подзаголовок «Речь, которая будет произнесена при первом удобном случае», представляет собой литературно-эстетический манифест. В нём автор отзывается на заявления прессы о смерти футуризма в России. Иронично соглашаясь с их позицией, Маяковский отмечает, что Первая мировая война заставляет «врываться в границы вчера неведомого» и привела к тому, что все стали футуристами, поскольку новое время требует совершенно другой эстетики. В качестве представителей старого искусства, не отвечающего требованиям современности, названы художники Илья Репин и Николай Самокиш, поэты Игорь Северянин и Валерий Брюсов.
Изламыванье слов, словоновшество! Сколько их, новых во главе с Петроградом, а кондуктрисса! умрите, Северянин! Футуристам ли кричать о забвении старой литературы. Кто за казачьим гиком расслышит трель мандолиниста Брюсова. Сегодня все футуристы. Народ футурист.
Футуризм мертвой хваткой ВЗЯЛ Россию.

Не видя футуризма перед собой и не умея заглянуть в себя, вы закричали о смерти. Да! футуризм умер как особенная группа, но во всех вас он разлит наводнением.
Стихотворение Маяковского «Вёрсты улиц взмахами шагов мну...», посвящённое Лиле Юрьевне Брик, представляет собой первую часть поэмы «Флейта-позвоночник». Отдельные строки и слова в нём изъяты цензурой и заменены точками.
Велимир Хлебников помимо антимилитаристского стихотворения «Где волк воскликнул кровью...» опубликовал статью «Предложения», в которой высказал ряд идей, касающихся самых разных сфер человеческой деятельности: от замены чисел гласными звуками и разделения человечества на изобретателей и остальных до объявления Исландии пустым островом для войн между странами и использования «сонных пуль». Хлебников — единственный, кто появляется в издании дважды: «Взял» закрывается его статьёй «Он сегодня. Буги на небе». В ней изложены опыты Хлебникова, в основе которых лежит идея о связи между числами и историческими событиями, а также фактами биографий людей (в частности, Александра Пушкина и Марии Башкирцевой).
Василий Каменский, Борис Пастернак и Николай Асеев представлены только одним стихотворением.
Виктор Шкловский, хорошо известный как прозаик, публицист и языковед, выступает в редком амплуа поэта — в сборнике опубликованы два его стихотворения. В статье «Вышла книга Маяковского „Облако в штанах“» Шкловский высоко оценивает появление в русской литературе молодого и перспективного поэта. «Облако в штанах», по мнению критика, обозначает появление «новой красоты» и нового человека, который способен говорить «во весь голос», что было утрачено интеллигенцией последних лет.
Для Осипа Брика, который до знакомства с Маяковским не имел никакой связи с футуризмом, публикация в сборнике стала дебютом. В рецензии «Хлеба!» он противопоставляет фрагменты из «Облака в штанах» символистской поэзии. Первые он сравнивает с хлебом, который сейчас более нужен человеку, а вторые — с пирожными:
Мы ели пирожные, потому что нам не давали хлеба. <…> Сосали, пережёвывали, захлёбываясь, глотали эту сахарную снедь, вымазывая патокой губы и души. Потом валялись на всём, что помягче: куда деться от тошноты. Радуйтесь, кричите громче: у нас опять есть хлеб!
Брик напрямую рекламирует «Облако в штанах», изданное на его средства, призывая пойти и купить книгу.

### Стихи и статьи
Владимир Маяковский
- Вам, которые в тылу («Вам, проживающим за оргией оргию...»)
- Капля дёгтя
- «Вёрсты улиц взмахами шагов мну...»

Велимир Хлебников
- Предложения
- «Где волк воскликнул кровью...»

Василий Каменский
- Крестьянская («Дай бог здоровья себе да коням!..»)

Борис Пастернак
- «Как казначей последней из планет...»

Николай Асеев
- «Я знаю: все плечи смело...»

Виктор Шкловский
- «В серое я одет, и в серые я обратился латы России...»
- «Напрасно наматывает автомобиль серые струи дороги на серые шуршащие шины...»
- Вышла книга Маяковского «Облако в штанах»

О. Б. (Осип Брик)
- Хлеба!

Велимир Хлебников
- Он сегодня. Буги на небе

### Графика
В книге содержатся только две графических иллюстрации Давида Бурлюка: «Весна» и «Взгляд загробного мира», исполненные в техниках цинкографии и автотипии. Первая предшествует стихотворению Маяковского «Вёрсты улиц взмахами шагов мну...», вторая — статье Хлебникова «Он сегодня. Буги на небе».

## Реакция и критика
Поэт Сергей Бобров, рецензируя сборник под псевдонимом Г. Лубенский, даёт высокую оценку представленному творчеству Маяковского, особенно стихотворению «Вёрсты улиц взмахами шагов мну...»: по его мнению, даже в сравнении с «Облаком в штанах» это шаг вперёд. Остальной материал, представленный в сборнике, видится Боброву менее основательным. Однако он выделяет «приятно и крепко сделанное» стихотворение Николая Асеева и хорошо продуманную и сделанную «вещь Хлебникова» («Где волк воскликнул кровью...»). Борис Пастернак, по мнению рецензента, «менее занятен» — стихотворение «Как казначей последней из планет...» уступает его ранее опубликованным произведениям. Шкловский и Каменский с их стихами «неинтересны совсем».
Говоря о статьях, Бобров благосклонно оценил работу Шкловского: она «проста, продумана и в хорошем смысле с подъёмом написана». Что же касается рецензии Брика, то критик отмечает остроумные параллели между Маяковским и символистами, однако обращает внимание на то, что «автор слишком увлечён Маяковским».
Литературовед Владимир Марков называет сборник «Взял» единственным примером издания, вышедшего после прекращения работы футуристической группы «Гилея», но «подобающего духу и букве футуризма». Содержание книги, по его словам, «воинственно и „крикогубо“». Гвоздём сборника Марков называет статью Маяковского «Капля дёгтя», отмечая её двойственность. Это отражается и в самом тоне автора, который «старается одновременно быть грубым — и соблюдать правила хорошего тона».
Статью «Предложения» Марков аттестует как пример хлебниковского утопизма и пацифизма.
Публицист и литературный критик Дмитрий Философов оценил рецензию Осипа Брика «Хлеба!». По воспоминаниям Лили Брик, он заявил: «Единственный опытный журналист у вас — Брик...»